# Ingineria genomului
Genome engineering (ingineria genomului) se referă la o serie de technologii dezvoltate pentru a modifica secvența ADN-ului. Rezultatul acestei modificări este inserția, deleția sau înlocuirea unei secvențe de ADN într-o regiune determinată de utilizator. Scopul acestor modificări este găsirea răspunsului la numeroase întrebări legate de rolul genomului în funcționarea organismului ca întreg.